# ESPNU
A ESPNU é um canal de TV a cabo americano da ESPN Inc., um empreendimento conjunto entre a The Walt Disney Company (80%) e a Hearst Communications (20%). O foco da emissora é a transmissão de programas e eventos relacionados aos esportes universitários americanos. A sede da ESPNU está localizada nos escrtitórios da ESPN em Bristol, Connecticut.
Dados de Setembro de 2018 apontam que o sinal da ESPNU está disponível em mais de 62 milhões de residências americanas.

## História
O canal foi lançado no dia 4 de Março de 2005, transmitindo uma partida entre Southeast Missouri State University e Eastern Kentucky University, válida pelo torneio de basquete masculino da OVC. É "estimado" que o principal motivo da criação do canal foi a necessidade da ESPN de responder a CBS/CBS Sports, que haviam lançado a College Sports Television (CSTV, atual CBS Sports Network) 3 anos antes do canal de Bristol. A ESPN e a XOS Technologies fizeram uma parceria para a criação de uma presença maior dos esportes universitários na internet, criando assim uma concorrente direta a CSTV, que já fazia sucesso no mundo online. 
Em Agosto de 2006, a ESPNU lançou um spin-off do programa de maior sucesso da matriz, o SportsCenter. Chamado de SportsCenterU, o programa tinha foco total nos esportes universitários e era transmitido exclusivamente no canal, fazendo com que o telespectador mais apaixonado pela categoria tivesse um grande atrativo para ir atrás na "recém-nascida" ESPNU. No mesmo dia do lançamento do programa, o site ESPNU.com estreiou na web e com atrações como jogos ao vivo, vídeos exclusivos sobre os esportes universitários, podcasts e clipes dos programas exibidos na TV.
A programação da ESPNU se tornou cada vez mais variada ao passar dos anos, de jogos de nível nacional de futebol americano universitário a jogos de polo aquático entre universidades menos conhecidas no país. Contudo, isso não era tudo que a ESPNU exibia, principalmente em dias de semana em que os esportes universitários são menos comuns (Segunda, Terça e Quarta). Justamente por isso, a solução da direção da ESPN para um possível "buraco" na grade de programação foi a exibição simultânea da ESPN Radio durante os anos de 2008 e 2012.
Em Agosto de 2017, a ESPNU exibiu uma maratona de transmissões de esportes considerados "inconvencionais" e não necessariamente universitários. Denominada de "ESPN 8: The Ocho" (uma brincadeira com a paródia da ESPN no filme Dodgeball: A True Underdog Story), a realização foi um sucesso e a partir de então é exibida anualmente na ESPN2.
Ainda em Agosto de 2017, foi anunciado que a Sirius XM renomearia seu canal "College Sports Nation" para ESPNU Radio, como parte de um novo contrato entre a gigante do rádio e a ESPN. O canal retransmite a programação da ESPNU (com exceção de documentários), porém em áudio. Em casos específicos de conflito de programação com outras rádios do grupo SiriusXM, a ESPNU Radio também transmite outros esportes.

## Disponibilidade
Em 19 de Maio de 2009, a ESPN anunciou um acordo com a Comcast para a disponibilidade do sinal da ESPNU em seu pacote básico. Em Julho, todos os assinantes da Comcast começaram a receber o sinal do canal, encerrando assim um embate duradouro entre ESPN e Comcast sobre a exibição da ESPNU em pacotes mais acessíveis ao público geral.
Na mesma data, a ESPNU se tornou o mais novo canal da DirecTV, também em um pacote mais "básico", trocando a ESPNU pela ESPN Classic na lista de canais disponibilizados pelo plano Choice.
Fora dos Estados Unidos, a Totalplay em parceria com a ESPN México disponibiliza eventualmente o sinal da ESPNU e da SEC Network.

### Disputa judicial contra a Dish Network
Em Agosto de 2009, a Dish Network processou a ESPN por aproximadamente 1 milhão de dólares na justiça federal. A alegação feita pela operadora era de que a gigante do esporte quebrou o contrato que tinha com a Dish ao não aceitar os mesmos termos das negociações com a DirecTV e a Comcast para a exibição da ESPNU em pacotes básicos.
No dia seguinte, a ESPN anunciou por meio de um comunicado oficial que iria brigar na justiça contra a Dish, alegando que a emissora "repetidamente tentou fazer a troca entre ESPNU e ESPN Classic assim como fez com outras operadoras e que não renegociaria contratos já assinados, até porque o propósito do processo era tentar uma nova negociação entre ambas as partes".
No dia 30 de Setembro de 2009, a Dish Network trocou os canais de pacote (fazendo com que a ESPNU movesse do Classic Gold 250 para o Classic Bronze 100), mas alegou que a alteração não tinha nada a ver com o processo.

## Direitos de transmissão
A ESPNU é detentora dos direitos de transmissão das seguintes conferências de esportes universitários:
| - American Athletic Conference (AAC) - Atlantic Coast Conference (ACC) - Big 12 Conference - Big Ten Conference - Ivy League - Mid-American Conference (MAC) - Mid-Eastern Athletic Conference (MEAC) - Missouri Valley Conference (MVC) | - Missouri Valley Football Conference (MVFC) - Pac-12 Conference - Southeastern Conference (SEC) - Southwestern Athletic Conference (SWAC) - Sun Belt Conference (SBC) - Western Athletic Conference (WAC) - West Coast Conference (WCC) |

## Programas

### No Estúdio
- ESPNU Bracketology (2006-presente)
- ESPNU Coaches Spotlight (2006–presente) - exibe as entrevistas coletivas de todos os principais técnicos de futebol americano universitário dos EUA. Tem duração de 4 horas e só é exibido nas Terças-feiras durante a temporada do college football.
- Give 'N Go (2007–presente)
- ESPNU Inside the Polls (2005–presente) - análise de comentaristas sobre os rankings atualizados do futebol americano universitário. Exibido nas Segundas-feiras durante a temporada do college football.
- ESPNU Recruiting Insider (2006–presente) - programa de notícias sobre o recrutamento de atletas do futebol americano universitário. Exibido as Quintas-feiras.
- SportsCenterU (2006–presente) - spin-off do SportsCenter focado nos esportes universitários. Exibido das Quintas aos Sábados.
- College Football Live - programa diário sobre o futebol americano universitário. Exibido somente durante a temporada do college football.

### Eventos Ao Vivo
- ESPNU College Baseball (2005–presente) - nome dado a exibição dos jogos de baseball universitário.
- ESPNU College Basketball (2005–presente) - nome dado a exibição dos jogos de basquete universitário.
- ESPNU College Football (2005–presente) - nome dado a exibição dos jogos de futebol americano universitário.
- ESPNU College Hockey (2005–presente) - nome dado a exibição dos jogos de hóquei universitário.
- ESPNU College Lacrosse (2005–presente) - nome dado a exibição dos jogos de lacrosse universitário.
- ESPNU College Soccer (2005–presente) - nome dado a exibição dos jogos de futebol universitário.
- ESPNU College Softball (2005–presente) - nome dado a exibição dos jogos de softbol universitário.
- ESPNU College Volleyball (2005-presente) - nome dado a exibição dos jogos de volêi universitário.
- ESPN Megacast (2015-presente) - a ESPNU participa da ESPN Megacast, programa que transmite múltiplos feeds de um só evento. Ocorre principalmente da final do campeonato da NCAA de futebol americano universitário.
- 'High School Showcase (2005-presente) - nome dado a exibição dos jogos de futebol americano do ensino médio.
- NBA G League (2015-presente) - a ESPNU exibe partidas selecionadas da G League.
- Fórmula 1 (2018-presente) - a ESPNU exibe os treinos livres dos grande prêmios da F1.
- Jogos Pan-Americanos (2011, 2015, 2019) - nas edições de Guadalajara, Toronto e Lima, a ESPNU exibiu eventos do Pan.